# Удружење жена „Панчевке” Горњи град Панчево
Удружење жена „Панчевке” Горњи град Панчево кроз своје активности ради на економском оснаживању жена и на њиховом активнијем укључивању у друштвени живот.

## Историјат
Удружење жена „Панчевке” Горњи град Панчево је основано 1. марта 2016. Баве се разним активностима међу којима су осликавање на стаклу, израда накита, вез, израда сувенира, украса, магнета, разних аранжмана, прављење домаћих јела и колача и друго. Један од њихових пројеката је „Покрени се, помози себи” који реализују у сарадњи са Покрајинским заводом за равноправност полова. Традиционално организују манифестације Ускршњи базар и базар на Преображенске дане. Учествовале су на манифестацији „Жене Срема, Баната и Бачке у срцу Београда” у Тржном центру „Галерији” Београд, Сајму етно хране и пића, Сајму стваралаштва сеоских жена у Војводини и Фестивалу бундеве и зимнице „Новогодишња теглица” у оквиру Новогодишњег базара у Опову где су освојиле прво место у категорији спремања слатког и компота и проглашене су за победнице целе манифестације. Циљ удружења је афирмација и едукација жена у смислу очувања традиције, кућне радиности, традиционалних јела и колача, културе и уметности кроз одржавање креативних радионица. Председница Удружење жена „Панчевке” Горњи град Панчево је Снежана Марјанов.

## Галерија
- Удружење жена „Панчевке” Горњи град Панчево
- Радови Удружење жена „Панчевке” Горњи град Панчево
- Удружење жена „Панчевке” Горњи град Панчево